# 王異
王異（？—？），東漢末至三國時代的女性，益州刺史趙昂之妻。曾協助丈夫守城，多有功勳，自馬超攻冀城至祁山堅守，趙昂曾出奇計九條，王異皆有參與。

## 生平

### 忠烈貞節
王異以節義及多謀見稱。她的丈夫是天水人趙昂，當趙昂出任羌道令時，王異與子女留在天水郡西城縣。當時同郡人梁雙背反朝廷，率兵攻破西城，並殺害了王異的兩名兒子。王異見二子被殺，又不欲被梁雙所侵犯，所以打算自殺，但當她看著六歲的女兒趙英，便放棄了自殺的念頭，向著女兒嘆道：「我死了，妳便會遭到遺棄，妳又可以投靠誰呢？我聽說過西施也曾穿著不潔的衣服，人人掩鼻遠離，因此而認不出她。西施這樣美麗也能作出如此犧牲，何況我沒有西施般漂亮？」於是她披上一件曾浸在糞水的麻衣，吃很少東西令自己看上去又瘦又弱，就這麼過了一年。後來梁雙與州郡官員和解，王異就憑著這種生活方式得免於難。後來趙昂派人來接王異母女，將至官舍之時，王異不再前進，並向女兒表示自己遇難不能死節，全因顧念幼女，如今女兒將回到父親身邊，她就決定離開女兒尋死，說罷便服毒自殺。幸好當時有人提供解毒的藥湯，強行灌進王異口中，最終使王異甦醒過來。

### 助夫禦敵
趙昂後來擔任軍事官職，到冀城就任，王異隨夫徙居冀城。213年，馬超進攻冀城，王異親自披著戰衣，輔佐趙昂守城，又以其身上的珠飾、佩環等物品犒賞軍士，振奮軍心。馬超加強攻勢後，城防危急，城中缺糧；素來仁愛的刺史韋康看到士民傷殘者眾，不忍其苦，於是打算與馬超議和。趙昂苦諫，韋康不從，於是趙昂回家後與王異商議。王異便說：「君王有進諫的諍臣，士大夫亦有隨機應變、專權從事的義務，這種專權的行為不是一種過錯。誰知道中原的救兵一定趕不及來此赴援？我們應該勉勵士卒同心效命，以死報國，不應順從逆賊之意。」但當趙昂回到崗位的時候，韋康已逕自與馬超媾和。而馬超納降不久，便違背約定殺死了韋康，更逼趙昂交兒子趙月至南鄭為人質，趙昂自己則成為馬超的下屬。

### 設謀復仇
馬超雖然想任用趙昂，但仍未對其推心置腹。馬超妻子楊氏曾聽過王異的節行，於是每天都請王異赴宴相聚。王異便想乘此機會，讓趙昂取信於馬超，設計報復。於是她對楊氏說：「從前管仲入齊國為相，立下大功；由余入秦國，讓秦穆公得成大業。如今冀城初定，要治亂便必須重用人才。如此涼州的軍隊，才可與中原的軍隊爭鋒較量，因此用人之術真的不可不詳察啊。」楊氏深深認同王異的看法，更認為王異是真心為馬超設謀，於是與王異更相結納。趙昂亦因這一層關係而受到馬超的信任，最後與楊阜、姜敘等人成功反攻驅逐馬超。
在趙昂與楊阜等準備起事之前，趙昂曾向王異表達心中對兒子趙月的憂慮。王異聽罷便大聲對趙昂說：「忠義是立身之本，現在我們要雪君父之恥，就算犧牲自己的項上人頭也不足為重，何況只是一個兒子？以前的項託、顏淵之所以能傳誦千秋，正是因為他們重義啊。」趙昂於是下定決心，與眾人一起趕走馬超。馬超投靠張魯後借兵回攻冀城，王異便與趙昂一起保守祁山。冀城被馬超軍隊所圍不久，果然如王異所料，夏侯淵軍的救兵在三十天左右到達，為冀城解圍。趙月最後仍被馬超所殺。

## 家庭

### 夫
- 趙昂

### 子女
- 趙月
- 趙英
- 另有二子，死於梁雙造反時。

## 評價
- 皇甫謐：「凡自冀城之難，至於祁山，昂出九奇，異輒參焉。」（皇甫謐《列女傳》）
- 郝經：「姜敘之母、趙昻之妻以死徇義，亦其亞也嚴辛阮之識，慮哲婦以成城者也。」「婉娩淑女，與士並列。至柔動剛，彤管煒節。」（《續後漢書》）
- 羅貫中：「趙昂妻王氏，催夫報主仇。喪身猶不重，滅子複何愁？盡把家財散，親將士卒酬。三分賢達婦，萬載姓名留。」
- 毛宗崗：「人謂趙昂之妻異于呂布之妻：布之妻阻其夫之出戰，昂之妻勵其夫以起兵，此則其可嘉者也。我謂趙昂之妻，同于劉表之妻：表之妻背劉備而從曹操，致其身與子俱死；昂之妻助曹操以攻馬超，身倖免於死，而亦致其子於死。此又其可惜者也。雖然，郭嘉、程昱等輩，天下所稱智謀之士，猶然不明順逆，而何論於婦人哉？尚論者于楊氏、王氏可勿譏云。」（《匯評三國志演義》）
- 李贄：「姜母、王妻賢，哉兩婦！勿論其所事之人應死與否，彼能言不刊之言，行不刊之事，其人亦自不刊矣！誰謂笄帷中果無丈夫哉！」（《匯評三國志演義》）
- 李漁：「姜母、王妻二婦人是真丈夫，真烈漢，照映千古。」（《匯評三國志演義》）
- 蔡東藩：「姜敘母及趙昂妻，名為勸忠，實則知其一不知其二，仍不過為婦人女子之見，無足取焉。」（《後漢演義·第八十七回》）

## 藝術形象

### 三國演義
王異亦登場於章回小說《三國演義》之中，不過作者不載其名，只稱「王氏」。她出現於第六十四回「孔明定計捉張任　楊阜借兵破馬超」中，事跡與《列女傳》所載相似。小說中趙昂與楊阜、姜敘、尹奉等密謀起兵對抗強攻冀城的馬超，趙昂因顧慮兒子趙月而回家跟妻子王氏商量，王氏聽罷便怒道：「雪君父之大恥，雖喪身亦不惜，何況一子乎！君若顧子而不行，吾當先死矣！」令趙昂下定決心協助楊阜。王氏更將自己的首飾資帛，親自往祁山軍中賞勞軍士，亦因此而避過馬超後來的屠殺。

### 遊戲
- 真·三國無雙系列/無雙OROCHI系列（光榮公司開發，桑島法子配音）
- 三国杀

## 相關人物
- 趙昂
- 馬超